# Randy Rhoads
Pour les articles homonymes, voir Rhoads.
Randall William « Randy » Rhoads (6 décembre 1956 – 19 mars 1982) est un musicien américain, plus précisément guitariste heavy metal, ayant joué avec le groupe Quiet Riot puis avec Ozzy Osbourne. Durant sa carrière, Rhoads mélange ses influences de musique classique avec son propre style de heavy metal. Malgré sa courte carrière, Rhoads est une influence majeure sur le metal néo-classique, et il est cité comme une influence par de nombreux guitaristes, et est inclus dans plusieurs listes des « plus grands guitaristes »,.

## Biographie

### Débuts
Randy est né au St. John's Hospital de Santa Monica, en Californie. Il a une sœur ainée Kathy et un frère Doug, celui-ci est également musicien et se produit sous le pseudonyme de Kelle. Alors que Randy n'avait que 17 mois, son père William Arthur Rhoads quitte le foyer et les enfants sont élevés par leur mère Delores. Randy commence à jouer avec une Gibson acoustique provenant de sa grand-mère maternelle et rejoint l'école de musique Musonia School, dont sa mère est directrice,. Celle-ci l'oblige à jouer du piano afin qu'il acquière les bases de la lecture des partitions. Il abandonne vite le piano, et se passionne dès l'âge de 12 ans pour la guitare électrique. À l'époque, il utilisait une Harmony semi-acoustique. Pendant plus d'un an, Randy prend des cours avec Scott Shelly. Puis ce dernier explique à Delores ne plus pouvoir continuer à donner des cours à son fils Randy, celui-ci sachant déjà tout ce que Scott pouvait lui apprendre.
En 1971, Randy est âgé de 14 ans, et joue déjà dans son propre groupe Violet Fox. Dans ce groupe, c'était Doug Rhoads qui y jouait de la batterie et Randy était à la guitare rythmique. Mais Violet Fox, ne durera que cinq mois. Randall est ensuite dans différents groupes comme The Katzenjammer Kids et Mildred Pierce, avant de former Little Women en 1976 avec un ami d'enfance, le bassiste Kelly Garni (en) qui apprend la basse avec Randy, et le batteur Drew Forsyth. Ils rencontrent ensuite leur futur chanteur Kevin DuBrow par l'intermédiaire d'un ami commun de Hollywood. À la même époque, Randy commence à être professeur de guitare dans l'école de sa mère. Professeur le jour, il retrouve son groupe le soir pour les répétitions et les concerts. Little Women se transforme rapidement en Quiet Riot. Ce nom est en fait une idée d'un ami de Kevin, membre du groupe Status Quo.

### Quiet Riot
Quiet Riot devient rapidement l'une des meilleures formations de Los Angeles. Leur musique mélange glam et hard rock. Après plusieurs concerts, Quiet Riot obtient son premier contrat avec CBS/Sony. Le groupe enregistre rapidement leur premier album Quiet Riot I en 1977 et l'a publié le 2 mars de 1978 et puis Quiet Riot II en 24 avril 1979, mais ces deux albums ne furent distribués qu'au Japon, malgré leur qualité. Kelly Garni (en) est remplacé fin 1978 par Rudy Sarzo au sein du groupe. Après ces deux albums, Quiet Riot continue leurs tournées et concerts à travers l'Amérique (et plus souvent en Californie) mélangeant quelques extraits de leurs albums à des titres inédits. En 1979, Randy Rhoads contacte Karl Sandoval afin d'avoir une guitare sur mesure. Sa Flying V noire et blanche est créée le 22 septembre 1979.

### Ozzy Osbourne

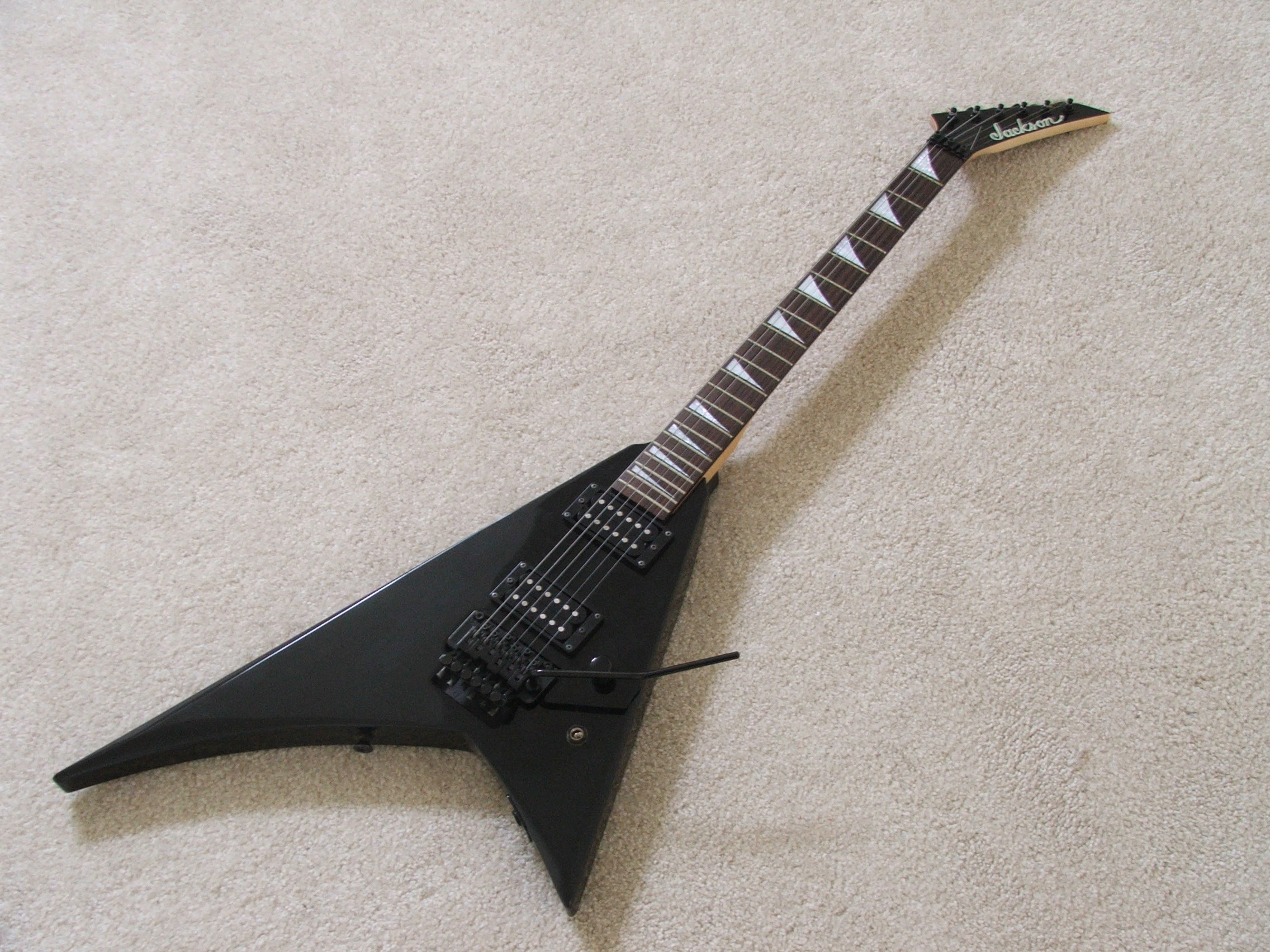
Le modèle de guitare Jackson Randy Rhoads, tout d'abord baptisé Original SIN, créé à la demande du guitariste.

C'est en 1979, qu'un ami de Randy (Dana Strum, bassiste de Slaughter (en)) lui propose d'aller auditionner pour le nouveau groupe de l'ex-Black Sabbath, Ozzy Osbourne. Ozzy, qui avait auditionné tous les guitaristes possibles et imaginables de Los Angeles était sur le point de retourner en Angleterre, avec l'espoir d'un nouveau groupe envolé. Jusqu'à ce qu'arrive Randy Rhoads. Celui-ci, heureux avec Quiet Riot, n'était pas très motivé par cette audition et pensait qu'elle n'aurait pas de suite. Randy, avec son petit ampli Fender, fit quelques exercices d'échauffement et Ozzy lui donna directement le job. Au début, le groupe répétait avec, en plus de Randy et Dana, Frankie Banalli, ami de Randy, à la batterie. Plus tard, Ozzy Osbourne décida de retourner en Angleterre, pour enregistrer le nouvel album. N'ayant qu'un seul permis de travail pour un seul membre du groupe qui ne soit pas anglais, Ozzy et la maison de disques choisirent Randy Rhoads.
Avec deux anciens membres de Uriah Heep, Lee Kerslake (batterie) et Bob Daisley (basse), le groupe entre aux studios Ridge Farm, dans le Surrey, le 2 mars 1980, et enregistre pendant plus d'un mois Blizzard of Ozz. L'album, paru en 1980 au Royaume-Uni, et seulement en 1981 aux États-Unis, est considéré par la critique comme un chef-d'œuvre du groupe et est toujours salué par la presse. Deux chansons, Crazy Train et Mr Crowley, sortent en single. Dans cet album figurent aussi d'autres grandes chansons toujours classiques (I Don't Know, Suicide Solution, Revelation (Mother Earth)...), mais aussi le mini-instrumental acoustique de Randy, Dee, composé pour sa mère. Le groupe tourne en Angleterre pour promouvoir Blizzard of Ozz. Avec une moyenne de 400 et 500 personnes par concerts, le groupe est déjà reconnu en Angleterre. En décembre 1980, Randy retourne en Californie. Une fois de plus, ce dernier voulait une guitare custom. Une semaine avant Noël, il rencontre Grover Jackson de Charvels Guitars. Avec un premier croquis, Randy et Grover créèrent la véritable première guitare Jackson jamais produite. Cette nouvelle guitare, de type Flying V, deviendra également un symbole du nom de Randy Rhoads.
Début de l'année 1981, le groupe enregistre déjà leur second album Diary of a Madman. Bien que l'opus contienne des classiques (Over the Mountain, Flying High Again, Believer) et des titres exceptionnels (You Can't Kill R'n'R, Tonight, Diary of a Madman), le groupe ne fut pas satisfait de la qualité de l'album, enregistré rapidement vu qu'il devait tourner très prochainement aux États-Unis avec Motörhead pour promouvoir Blizzard of Ozz aux États-Unis. La tournée se prolonge jusqu'à l'été 1981. Bien que non présents sur les albums, Tommy Aldrige (batterie) et Rudy Sarzo (basse) retrouvent leurs postes dès le début de cette tournée US (celle sans Motörhead), qui dure de mai à septembre 1981, et sur laquelle seront interprétés des pièces de Blizzard of Ozz, Diary of a Madman et quelques reprises de Black Sabbath. À la fin de cette tournée, Randy revint voir Grover Jackson afin de réaliser une nouvelle guitare sur mesure. Randy se plaignait que beaucoup de personnes confondaient sa Jackson avec une vraie Flying V. Il voulait donc avoir quelque chose qui se distinguerait plus. Il reçut cette guitare, la deuxième Jackson jamais produite, juste avant le début de la tournée Diary of Madman. En même temps, trois guitares furent construites pour Randy. Il reçut la première, la 'Black Custom' alors que Jakson continuait de travailler sur les deux autres. Malheureusement, une de ces deux guitares fut vendue accidentellement par Grover Jackson au Namm Show de Los Angeles. La troisième, non terminée à l'époque de l'accident de Randy, est maintenant la propriété de Rob Lane.
Avec la sortie de l'album Diary of a Madman, Ozzy et Randy (accompagnés de Rudy Sarzo et Tommy Aldridge) commencèrent une tournée européenne avec Saxon, en novembre 1981. Celle-ci ne dura que trois jours. En effet, elle dut être annulée après qu'Ozzy ait eu des problèmes mentaux et physiques. Le groupe revient aux États-Unis afin qu'Ozzy puisse prendre du repos et reprit la route un mois plus tard et commença sa deuxième tournée américaine, qui dura quatre mois. Elle a débuté le 30 décembre 1981, au Cow Palace, San Francisco. Lors de cette première, Randy reçoit le prix de meilleur nouveau talent de Guitar Player (il reçoit également le prix du meilleur nouveau guitariste en Angleterre, de la part du magazine Sound). Parallèlement, le nouveau succès Flying High Again montait dans les charts, l'album Blizzard of Ozz, se vend à un rythme de 6 000 exemplaires par jour et Diary of a Madman est certifié disque de platine en 146 jours. Cette tournée est mémorable musicalement : le show est extraordinaire comme le Blizzard of Ozz ne l'a jamais été, le décor de la scène est digne des plus grands stades d'Amérique malgré quelques incidents tels que le boycott de leurs concerts dans de nombreuses villes par la ligue de protection des animaux, parce qu'Ozzy arracha la tête d'une chauve-souris vivante sur scène. L'intérêt de Randy pour la guitare classique augmentait chaque jour davantage. Rapidement, il est de notoriété publique que Randy souhaitait quitter le groupe temporairement afin de passer un examen de guitare classique. Il souhaitait également profiter de quelques propositions de sessions studio qu'il avait reçues.

### Accident

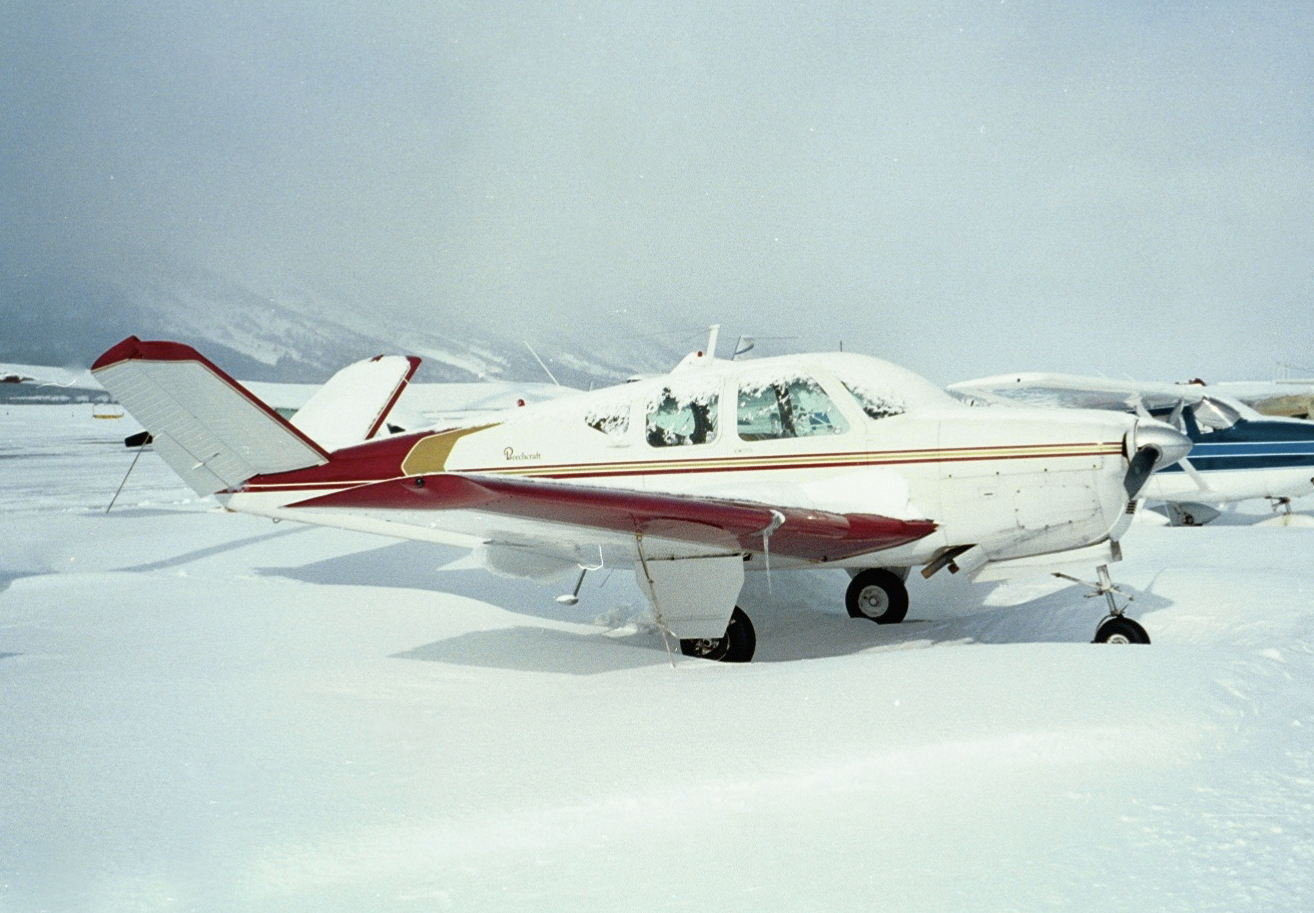
Un Beechcraft Bonanza de 1957 modèle H35, très similaire au modèle de 1955 dans lequel Rhoads est monté avant sa mort.

Le 18 mars 1982, Randy effectue son dernier concert à Knoxville,. Le lendemain, le groupe devait jouer à Orlando.
Sur la route, ils s'arrêtent sur un terrain appartenant à la compagnie de car pour réparer la climatisation du car. Sur la propriété, il y avait une piste d'atterrissage et un hangar d'avion. Le bus arrive à 8 h 30 chez Andrew. Garé dans le hangar, se trouvait un Beechcraft Bonanza F-35. Sans en avoir l'autorisation, le chauffeur du car, Andrew Aycock, qui avait une licence de pilote, décide de faire un tour avec l'avion. Andrew appelle Don Airey, claviériste du Blizzard et Jay Ducan, directeur de la tournée pour faire un tour, mais personne ne savait que le permis du pilote avait expiré. Ensuite, Andrew appelle Rachel Youngblood, coiffeuse de la tournée, et Randy Rhoads pour un vol de quelques minutes. Pendant ce vol, le pilote décide de réveiller le batteur, qui dormait dans le bus, en secouant le bus. L'avion commence à voler très près du sol, certaines fois en dessous du niveau des arbres et frôle le bus de la tournée trois fois. Au quatrième passage, tournant sur la gauche vers le sud-ouest, l'aile gauche de l'avion percute le côté gauche du bus le transperçant en deux endroits et ressortant du côté droit du bus. L'avion heurte ensuite un pin avant de s'écraser dans le garage situé sur la face ouest de la maison de Jerry Calhoun. Les deux passagers et le pilote sont tués sur le coup. L'avion volait à peu près à 3 mètres du sol à une vitesse de 120-150 nœuds au moment de l'impact.
Randy Rhoads est enterré à San Bernardino, en Californie.

### Influence
Randy a influencé beaucoup de guitaristes, parmi ceux-ci : Yngwie Malmsteen, Dimebag Darrell, Frank Hannon, Doug Aldrich, John 5, Jake E. Lee, Zakk Wylde, Kirk Hammett, Michael Romeo, John Petrucci, Tom Morello, Joe Holmes, Neal Grusky (Takara) (en), Michael Angelo Batio, Brad Gillis (en), George Lynch, Alexi Laiho, Luke Fortini, Mick Thomson, Paul Gilbert, Buckethead, et Richie Faulkner.

## Discographie

### Avec Quiet Riot
- 1978 : Quiet Riot I
- 1978 : Quiet Riot II
- 1993 : The Randy Rhoads Years

### Avec Ozzy Osbourne

#### Albums studio
- 1980 : Blizzard of Ozz
- 1981 : Diary of a Madman

#### Albums live
- 1980 : Mr Crowley Live EP
- 1987 : Tribute
- 2011 : Ozzy Live

#### Compilations
- 1985 : The Other Side Of Ozzy Osbourne - Compilation japonaise exclusivement.
- 2003 : The Essential Ozzy Osbourne
- 2005 : Prince Of Darkness - Coffret 4 CD.
- 2014 : Memoirs Of A Madman - Compilation 2 Disques Vinyles.